# Ivan Essen
Magnus Gustav von Essen (ryska: Иван Николаевич Эссен; Ivan Nikolaevich Essen; 30 september [O.S. 19] 1759 – 20 juli [O.S. 8] 1813) var en baltisk tysk generallöjtnant och militärguvernör i Riga vid starten av det fosterländska kriget 1812.

## Biografi
Från familjen von Essen i Estland, från 1783 till 1785 kämpade han i Polen, där han skadades allvarligt. Han stred i Gustav III:s ryska krig samt Rysslands 1792 och 1794 polska fälttåg. För sin tjänst vid slaget vid Maciejowice belönades han med den 4:e graden av Sankt Georgsorden.
1799 befäl han den första divisionen i den anglo-ryska invasionen av Holland under befäl av general Johann Hermann von Fersen. Från 1802 var han militärguvernör i Smolensk. Han stred sedan i kriget 1807 mot Napoleon och blev allvarligt sårad vid Friedland.
Under patriotiska kriget 1812 tjänstgjorde han som militärguvernör i Riga i stället för Dimitri Lobanov-Rostovsky och tvingades sätta eld på Rigas förorter så snart fienden erövrade deras yttersta kant. Efter misslyckade försök att stoppa preussarna på avstånd från staden och utan framgång kämpat för att rädda Iecava, beordrade han att förorterna skulle brännas men på grund av en hård vind kom branden utom kontroll och tusentals stadsbor lämnades kvar. hemlös.
Mot hösten ändrade kriget riktning. Den preussiska kåren blev överutsträckt, Jacques MacDonald förblev inaktiv, en rysk framgång vanns av Peter Wittgenstein vid Polotsk, Napoleon började en allmän reträtt och Fabian Steinheil anlände till Riga - alla dessa omständigheter förde Essen till toppen av högen, men på grund av misskötsel kunde ryssarna inte dra nytta av dessa segrar och led stora förluster i flera strider. I oktober ersattes Essen på sin post av general Filippo Paulucci och lämnade in sin avskedsansökan.
Essen gick sedan för en lång behandlingskur vid Baldone svavelbad nära Riga, där han drunknade den 23 augusti 1813 när han simmade. Enligt en version av händelserna begick han självmord på årsdagen av skjutningen av Riga-förorterna.